# Scotch-Brite

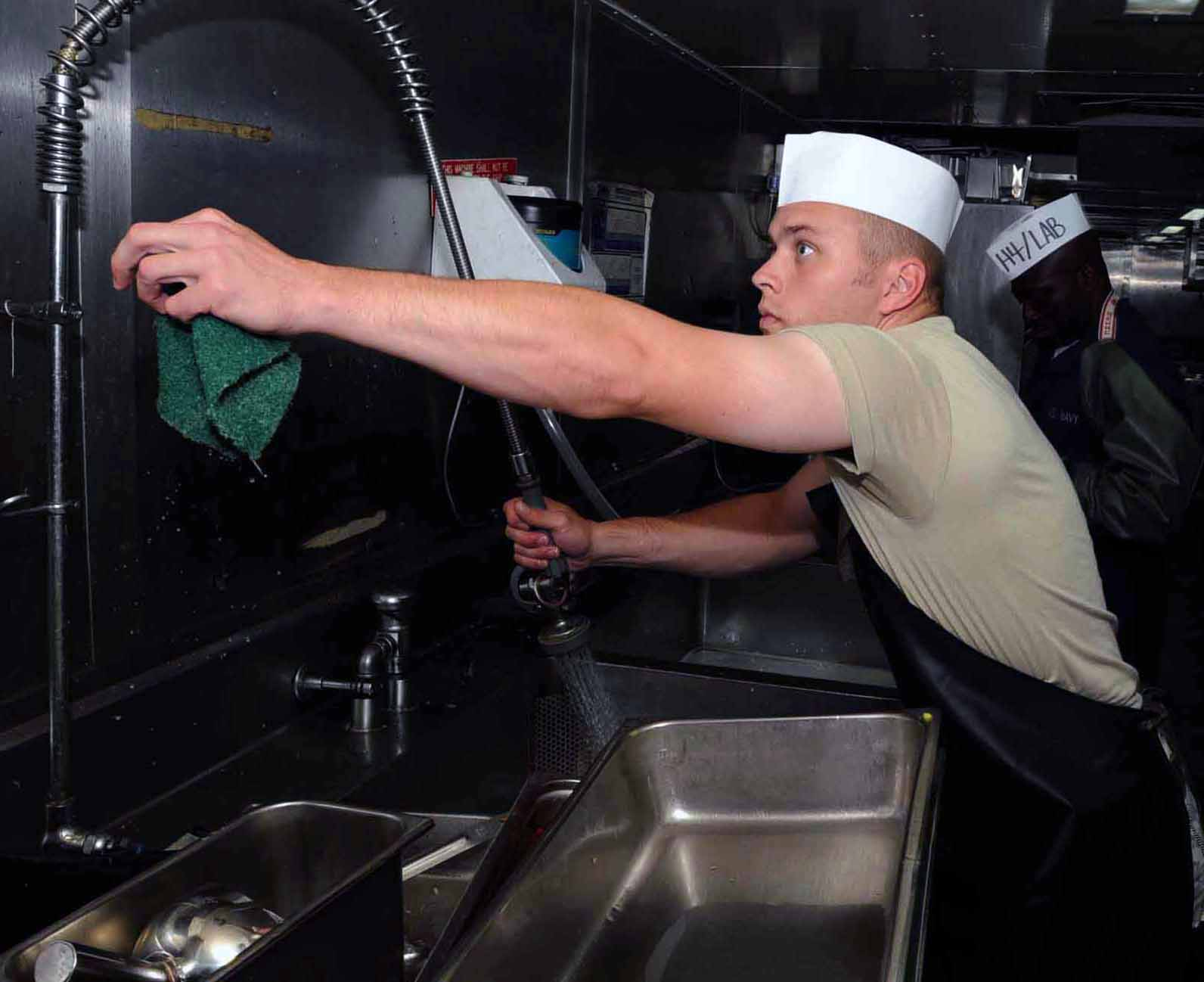
Marinero usando un Scotch-Brite.

Scotch-Brite es una marca comercial de la compañía estadounidense 3M dedicada a la fabricación de estropajos y esponjas, es decir, no tejidos abrasivos, destinados tanto al uso doméstico en cocinas y baños, como en aplicaciones industriales de toda índole. 
Su producto más conocido para el consumidor particular es el estropajo de color verde, de alto poder de limpieza, empleado generalmente para limpiar superficies metálicas, ya que es capaz de rayar.
Sin embargo, la familia de productos Scotch-Brite es muy amplia y recoge también otros artículos de limpieza como bayetas, paños, quitapelusas, fregonas, etc.
Mercado de consumo: podemos realizar diversas clasificaciones de los productos de consumo, atendiendo a:
- Estropajo con o sin esponja. El no-tejido se pega con planchas de espuma, reteniendo más agua.
- Propiedades. Indicadas generalmente por su color. Verde es abrasivo, clásico. Azul no raya (Universal), blanco no raya para superficies delicadas, morado Extreme abrasivo de alto poder de limpieza, negro Barbacoa/Grill muy agresivo, metálico (inox o aluminio).
- Forma: rectangular (pad), salvauñas (esponja gruesa con ranuras para no dañar las puntas de los dedos), salvauñas ergonómico (con forma de 8 para mejor agarre), con mango.
Menos conocida para el pequeño consumidor es su familia de abrasivos industriales, empleados para desbastar, desbarbar, limpiar, repasar soldaduras, lijar, pulir y conseguir muchísimos acabados diferentes en todo tipo de superficies. En este caso encontramos más de 500 productos diferentes, diseñados específicamente para cumplir con las necesidades de cada aplicación. Encontramos abrasivos en hojas de forma rectangular para usar a mano, con o sin esponja, en forma de rollo para consumos elevados, en forma de disco para utilizar con máquinas rotatorias como taladros o lijadoras, en forma de bandas para lijadoras, etc.
En cuanto a las características del estropajo lo podemos definir como un tejido no-tejido de fibras sintéticas o naturales, al que se han añadido granos abrasivos minerales recubiertos de una capa de resina que actúa como ligante de las fibras y entre las fibras y los granos.

## Origen del nombre
El nombre «Scotch-Brite» es la unión de los fonemas ingleses "Scotch" y "Brite".
Scotch es un término empleado por la empresa matriz 3M en muchas de sus familias de productos. El primer producto en utilizarlo es Scotch-Tape, y debemos hacer referencia a su historia para entender el origen de este nombre. Esta cinta adhesiva se caracterizó por su bajo poder adhesivo, suficiente para hacer el trabajo de proteger zonas de la carrocería del coche, y a la vez, siendo posible retirarla fácilmente y sin dejar residuos. Los primeros usuarios de esta cinta tan poco adhesiva comenzaron a bromear con su creador por la poca cantidad de adhesivo que le estaba aplicando, llamándole escocés ("Scotch"), haciendo referencia a la legendaria mala fama de tacaños que tienen los escoceses.
Brite hace referencia al supuesto lustroso acabado que proporciona el producto. Brite es una forma coloquial de escribir Bright (brillante, en castellano; fonéticamente: [brahyt]), pues ambos lexemas tienen idéntica pronunciación.

## Historia
La historia del Scotch-Brite comienza en EE. UU. en 1938, cuando el técnico de laboratorio Al Boese comienza a desarrollar tejidos no-tejidos a partir de fibras sintéticas. Es en 1950 cuando Al comienza a añadir minerales abrasivos al no-tejido de fibras para formar lo que hoy en día conocemos como estropajo.

### Scotch-Brite 3M España
En 1957, en tiempos en los que nuestro país comenzaba a salir del aislamiento y la autarquía económica, se constituye la Sociedad Minnesota de España S.A. Con un capital social de 12 millones de pesetas y 16 empleados, la nueva compañía inicia la construcción de su primera fábrica en nuestro país, ubicada en Rivas - Vaciamadrid.
En 1963, 3M funda su delegación en Barcelona y amplía la fábrica hasta los 3600 m2. No obstante, seis años más tarde, cuando el Príncipe D. Juan Carlos es designado por Franco como su sucesor, la planta de Rivas ya había doblado su superficie.
En la década de los 70, período crucial en la transformación política de nuestro país, 3M inicia la fabricación del popular Scotch-Brite™, alcanzando en 1971 los cien millones de unidades.
Con la llegada de la democracia, en la que 3M tuvo una participación anecdótica facilitando la masilla selladora que sirvió para cerrar las urnas que se utilizaron en las elecciones de 1978. En 1979, 3M España estrenó sus actuales oficinas centrales en Madrid.
En 1973, la compañía pasa a denominarse 3M España S.A. Dos años más tarde adquiere una parcela de 27 000 m2 que dará cabida a las nuevas oficinas centrales.
En 1988, año en el que España ingresa en la Comunidad Económica Europea, comienza la construcción del Centro de Automoción dentro del complejo de Rivas, una de las grandes apuestas de 3M en nuestro país.
Al comienzo de la década de los 90 3M inicia su andadura en el mercado farmacéutico español, ampliando su oferta de productos destinados al ámbito de la salud con el lanzamiento en 1996 de una nueva gama dirigida al sector dental. En 1998 y tras una adquisición previa, se pone en marcha APSA, una fábrica de productos de telecomunicaciones ubicada en Navarra.
3M España facturó 295,9 millones de euros en 2002, un 4,4% más que en el ejercicio precedente. En la actualidad la Compañía cuenta en España con 770 profesionales distribuidos entre sus oficinas centrales, las fábricas de Rivas - Vaciamadrid y su oficina de Barcelona.